# هوای گرم (فیلم)
هوای گرم (به هندی: Garm Hava) فیلمی محصول سال ۱۹۷۳ و به کارگردانی ام.اس. ساتیو است. در این فیلم بازیگرانی همچون بالراج ساهنی، فاروغ شیخ، دینات زوتشی، بادار بگوم، گیتا سیدهارت، شاکوت کیفی، ای. کی. هانگال ایفای نقش کرده‌اند.